# Мочалин, Николай Гаврилович
Николай Гаврилович Мочалин (26 декабря 1922, село Титовка (ныне город Шебекино) — 2 марта 2001, Шебекино) — участник Великой Отечественной войны, Герой Советского Союза (1945). Член КПСС с 1945 года.

## Биография
Родился в семье рабочего. Окончил 9 классов. После окончания художественной школы в Донецке работал художником в доме отдыха «1-е Мая», позднее на Шебекинской фабрике-кухне. В Красную Армию призван в сентябре 1941 года и в том же году направлен на фронт.
В 1943 году окончил курсы младших лейтенантов. Назначен командиром взвода автоматчиков 305-го батальона морской пехоты (83-я морская стрелковая бригада, 46-я армия, 2-й Украинский фронт).
С боями прошёл Крым, Кавказ, Молдавию. Принимал участие в освобождении от фашистских захватчиков стран Восточной и Южной Европы — Болгарии, Венгрии, Австрии и Югославии. На земле Югославии Мочалин совершил подвиг, за который был удостоен высшей государственной награды.
С 1946 года капитан Н. Г. Мочалин — в запасе. Жил в городе Шебекине. Много лет посвятил службе в органах МВД. Вёл большую военно-патриотическую работу среди молодежи. Удостоен звания Почётного гражданина города Шебекина. Умер 2 марта 2001 года.

## Подвиг
8 декабря 1944 года лейтенант Мочалин с бойцами высадился в глубоком тылу врага у города Вуковар и перерезал важную дорогу, преградив тем самым пути отступления фашистам и дезорганизовав их тылы. Более двух суток его взвод удерживал захваченный плацдарм, отразив 17 атак противника. В ходе этого сражения бойцы, используя гористую местность, скрытно подобрались к врагу и забросали его гранатами. Лейтенант Мочалин Н. Г. лично уничтожил 2 самоходные установки, танк и несколько десятков фашистов.

## Награды
20 апреля 1945 года командиру взвода автоматчиков 305-го отдельного батальона морской пехоты Мочалину Н. Г. присвоено звание Героя Советского Союза. Награждён орденами Ленина, Красного Знамени, Отечественной войны 1-й степени, Красной Звезды и медалями.